# 牛立文
牛立文（1962年10月—），男，汉族，安徽濉溪人，中华人民共和国生物学家、政治人物，曾任农工党中央委员、安徽省委主委、中国科学技术大学生命科学学院执行院长。

## 生平
2008年，当选第十一届全国政协委员，代表中国农工民主党，分入第十组。2013年1月，当选安徽省政协副主席。2018年1月，当选第十三届全国政协委员。